# Baía da Mesa

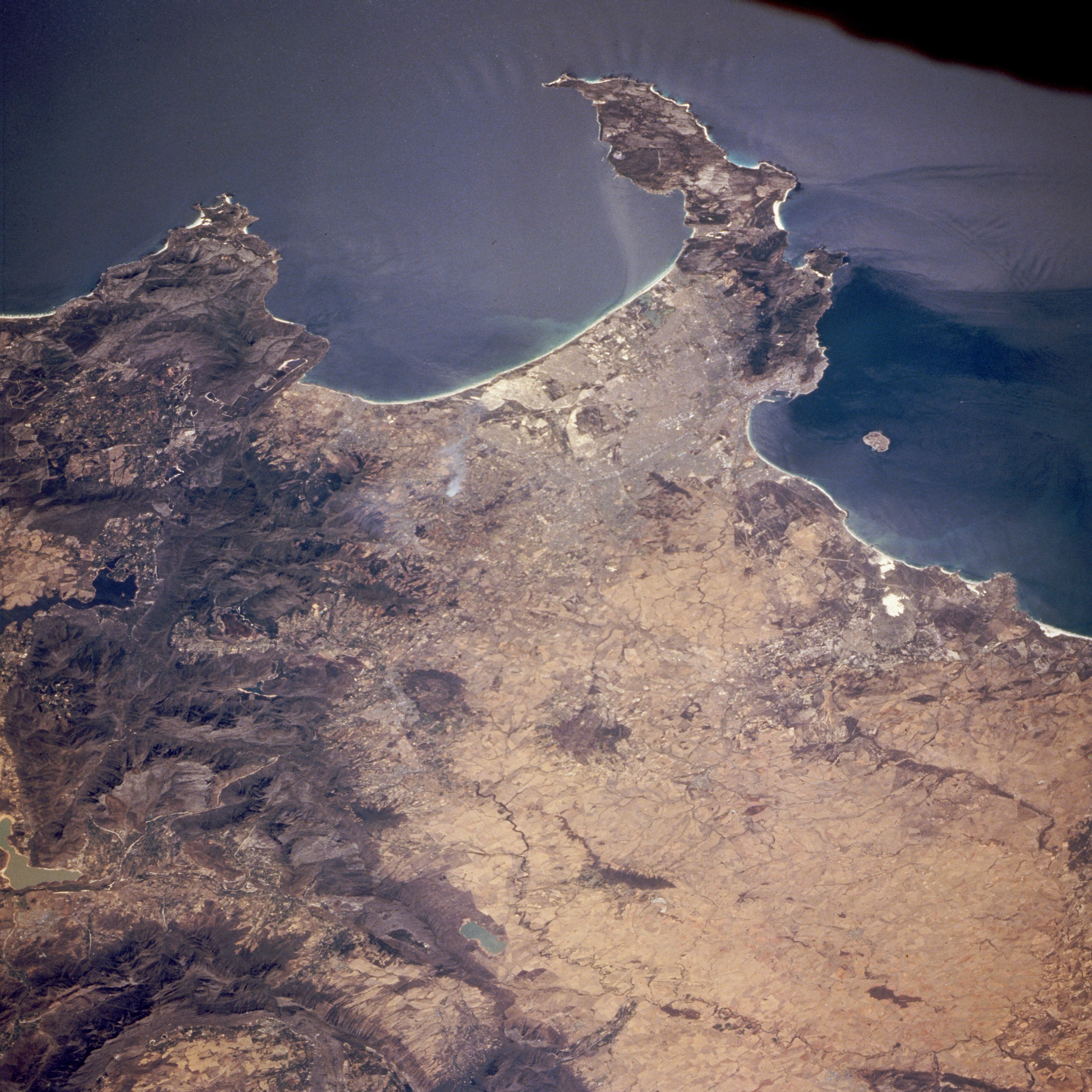
Cidade do Cabo, Baía da Mesa e Baía Falsa.

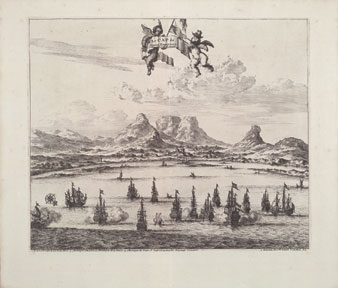
Pieter van der Aa no Cabo da Boa Esperança.

A Baía da Mesa (Table Bay, em inglês) encontra-se ao largo da Cidade do Cabo, na África do Sul. Originalmente foi denominada Aguada de Saldanha em homenagem a António de Saldanha que nela ancorou em 1503 e explorou os seus arredores. O nome foi alterado pelos colonos neerlandeses por ser dominada pela silhueta imponente da montanha da Mesa, ou Tafelberg na denominação neerlandesa.
À entrada da baía, a cerca de 11 km da Cidade do Cabo, encontra-se a Ilha Robben, património da humanidade, onde Nelson Mandela esteve preso durante 27 anos.